# Pietro Generali (baloncestista)
Pietro Generali  (nacido el 19 de octubre de 1958 en Bolonia, Italia)  es un exjugador italiano de baloncesto. Con 2.05 de estatura, jugaba en la posición de ala-pívot.

## Equipos
- 1975-1976 Virtus Bologna
- 1976-1978  Basket Mestre
- 1978-1983 Virtus Bologna
- 1983-1988 Juvecaserta Basket
- 1988-1992 Pallacanestro Treviso
- 1992-1994  Petrarca Padova
- 1994-1995 Benedetto XIV Cento

## Palmarés clubes
- LEGA: 4

Virtus Bologna: 1976, 1979, 1980
Pallacanestro Treviso: 1992
- Copa de Italia: 1

Caserta: 1988